# David Shore
David Shore (London, Ontario, 3. srpnja 1959.), američko-kanadski filmski redatelj, scenarist i producent. Kao diplomirani pravnik, Shore je poznat po svom radu na serijama Obiteljsko pravo i Njujorški plavci, te kultnoj krimi seriji Due South. No, Shore je danas najpoznatiji po svojoj vlastitoj seriji, velikoj uspješnici, Dr. House kojoj je izvršni producent, a režirao je i napisao scenarij za nekoliko epizoda serije. Shore trenutno planira novu seriju u kojoj bi glavni lik bio privatni istražitelj Lucas Douglas (Michael Weston) koji se pojavio u nekoliko epizoda Dr. Housea. 
Trenutno živi sa svojom suprugom Judy i troje djece u mjestu Encino Hills, Kalifornija.